# Włodzimierz Usarek
Włodzimierz Czesław Usarek (ur. 20 lipca 1963 w Dąbrowie Górniczej) – generał dywizji w stanie spoczynku pilot Wojska Polskiego, doktor nauk technicznych. Rektor Poznańskiej Akademii Medycznej Nauk Stosowanych im. Księcia Mieszka I w Poznaniu.

## Wykształcenie
Ukończył Wyższą Oficerską Szkołę Lotniczą w Dęblinie (1986), Akademię Obrony Narodowej (1993), podyplomowe studia w Akademii Podlaskiej (2000), podyplomowe studia operacyjno-strategiczne w Akademii Obrony Narodowej (2002) oraz studia doktoranckie na Politechnice Poznańskiej (2014).

## Służba wojskowa
W latach 1982–1986 podchorąży w Wyższej Oficerskiej Szkole Lotniczej w Dęblinie.
- 1986–1988 – pilot klucza lotniczego w 41 Pułku Lotnictwa Myśliwskiego w Malborku
- 1988–1989 – starszy pilot klucza lotniczego w 41 Pułku Lotnictwa Myśliwskiego w Malborku
- 1990–1991 – dowódca klucza lotniczego w 41 Pułku Lotnictwa Myśliwskiego w Malborku
- 1991–1991 – zastępca dowódcy eskadry w 41 Pułku Lotnictwa Myśliwskiego w Malborku
- 1991–1993 – słuchacz w Akademii Obrony Narodowej w Warszawie
- 1993–1995 – dowódca eskadry w 28 Pułku Lotnictwa Myśliwskiego w Słupsku
- 1995–1998 – zastępca dowódcy pułku 28 Pułku Lotnictwa Myśliwskiego w Słupsku
- 1998–2001 – dowódca pułku w 1 Pułku Lotnictwa Myśliwskiego „Warszawa” im. gen. bryg. pil. Stefana Pawlikowskiego w Mińsku Mazowieckim
- 2001–2001 – dowódca bazy w 23 Bazie Lotniczej w Mińsku Mazowieckim
- 2001–2002 – słuchacz w Akademii Obrony Narodowej w Warszawie
- 2002–2003 – dowódca bazy w 23 Bazie Lotniczej w Mińsku Mazowieckim
- 2003–2004 – zastępca szefa wojsk lotniczych w Dowództwie Wojsk Lotniczych i Obrony Powietrznej w Warszawie
- 2004–2007 – zastępca szefa wojsk lotniczych – instruktor pilot w Dowództwie Sił Powietrznych w Warszawie
- 2007–2009 – dowódca brygady – instruktor – pilot w 2 Brygadzie Lotnictwa Taktycznego w Poznaniu
- 2009–2013 – dowódca – instruktor – pilot w 2 Skrzydle Lotnictwa Taktycznego w Poznaniu
- 2014–2016 – dowódca Centrum Operacji Powietrznych – dowódca Komponentu Powietrznego.

Pilot klasy mistrzowskiej, wykonywał loty na samolotach Lim 5, TS-11 oraz MIG-21MF, MIG-23MF, MIG-29. Dodatkowo wykonywał loty zapoznawcze na samolotach Mirage 2000, Hawk, F-16, F-15 oraz Alfa Jet. Za sterami samolotów spędził ponad 1 800 godzin.
Za wzorową służbę w lotnictwie Sił Zbrojnych RP, w szczególności za duży wkład w jego rozwój, umacnianie gotowości bojowej i szkolenie kadr lotniczych dwukrotnie wyróżniony przez Ministra Obrony Narodowej tytułem honorowym „Zasłużony Pilot Wojskowy” (w 2009 i 2014) oraz wpisem zasług do Księgi Honorowej Wojska Polskiego (2013). W dniu 28 lipca 2017 został przeniesiony do rezerwy.

## Awanse
- podporucznik – 1986
- porucznik – 1989
- kapitan – 1993
- major – 1997
- podpułkownik – 1999
- pułkownik – 2002
- generał brygady – 2007[1]
- generał dywizji – 2015[2]

## Polityka
W wyborach samorządowych w 2018 otwierał okręgową listę Bezpartyjnych Samorządowców do sejmiku województwa wielkopolskiego, nie uzyskując mandatu.

## Ordery i odznaczenia
- Złoty Krzyż Zasługi – 2005[4]
- Srebrny Krzyż Zasługi – 2002[5]
- Brązowy Krzyż Zasługi – 1996[6]
- Lotniczy Krzyż Zasługi – 2009[7]
- Złoty Medal „Siły Zbrojne w Służbie Ojczyzny” – 2012
- Srebrny Medal „Siły Zbrojne w Służbie Ojczyzny”
- Brązowy Medal „Siły Zbrojne w Służbie Ojczyzny”
- Złoty Medal „Za zasługi dla obronności kraju” – 2007
- Srebrny Medal „Za zasługi dla obronności kraju”
- Brązowy Medal „Za zasługi dla obronności kraju”
- Medal XXX-lecia Związku Żołnierzy Wojska Polskiego
- Krzyż Związku Represjonowanych Żołnierzy – Górników
- Srebrny Medal „Za Zasługi dla Pożarnictwa”
- Medal 65-lecia Ligi Obrony Kraju „Za Zasługi”